# Yves Bonnamour
Pour les articles homonymes, voir Bonnamour.
Yves Bonnamour, né le 16 juillet 1961 à Désertines (Allier), est un coureur cycliste français. Professionnel de 1988 à 1990, il fut le coéquipier de Laurent Fignon. Son fils Franck est aussi coureur cycliste,.

## Palmarès

### Palmarès amateur
- 1980
  - 2e du Grand Prix des Grattons
- 1982
  - 2e du Circuit de la Vallée du Bédat
  - 2e du championnat d'Auvergne sur route
  - 3e du Circuit des Boulevards
- 1983
  - Champion d'Auvergne sur route
- 1984
  - 2e du Grand Prix des Marbriers
- 1985
  - Circuit de la Vallée du Bédat
  - Trophée des Monts Dore
  - 2e étape du Circuit des Ardennes
  - Grand Prix Rustines
  - 2e du championnat de France sur route amateurs
  - 2e du Grand Prix d'Issoire
  - 3e du Tour de Corrèze
- 1986
  - Classement général du Circuit de Saône-et-Loire
- 1987
  - 3e étape de l'Essor breton
  - 4e du Tour de la Communauté européenne

### Palmarès professionnel
- 1988
  - 3e du Circuit de l'Aulne
- 1990
  - Classement général de la Route du Sud
  - 2e étape du Tour du Limousin